# 신녕군
| Daedongyeojido (Gyujanggak) 16-02.jpg | Daedongyeojido (Gyujanggak) 16-01.jpg |
| Daedongyeojido (Gyujanggak) 17-02.jpg | Daedongyeojido (Gyujanggak) 17-01.jpg |

신녕군(新寧郡)은 경상북도의 옛 행정구역이다. 1914년 행정구역 개편으로 영천군과 합면되었다. 현재의 영천시 신녕면·화산면·화북면·화남면과 경산시 와촌면 일대에 해당한다.

## 역사
- 신라시대 사정화현(史丁火縣)으로 칭하였다.
- 757년(신라 경덕왕 16년) 신녕현(新寧縣)으로 칭하고, 양주(良州) 임고군(臨皐郡, 현 영천시)에 속했다.
- 1018년(고려 현종 9년) 안동대도호부(安東大都護府, 현 경주시)의 속현으로 병합되었다.
- 1390년(고려 공양왕 2년) 감무를 두었다.
- 1394년(조선 태조 3년) 이지현(梨旨縣)을 이속하였다.
- 1413년(조선 태종 13년) 현감을 두었다.
- 1895년(조선 고종 32년) 음력 윤5월 1일 대구부 신녕군으로 개편되었다.[1]
- 1896년(건양 원년) 8월 4일 경상북도 신녕군으로 개편되었다.[2]
- 1913년 4월 1일: 남면을 하양군에 편입하였다.[3]
- 1914년 4월 1일 영천군에 통폐합되었다.[4]

## 1914년 이후
| 조선총독부령 제111호  | |               |                                                        |
| 구 행정구역           | 구 행정구역 | 신 행정구역   | 신 행정구역                                            |
| 신녕군 현내면(縣內面) | 가사동/명천동, 별일동 일부/별이동 일부/별삼동/별사동/별오동/어일동, 두지동/신양동/소근동, 신단동/관덕동/(아촌면)신안동 일부, 별일동 일부/별이동 일부/은점동, 하일동/하이동/하삼동/화암동 일부, 관기동/교동/성저동/유정동/화암동 일부                          | 영천군 신녕면 | 가천동, 매양동, 연정동, 신덕동, 왕산동, 완전동, 화성동 |
| 신녕군 치산면(雉山面) | 신계동/직동/이동/남원동 일부, 동지동/중리동/내포동/진곡동/신암동/남원동 일부, 무암동/온천동/상미동/갑현동/(현내면)별이동 일부, 화정동/도근동/(의흥군 부동면)박동 일부/판지동 일부                                                                             | 영천군 신녕면 | 부산동, 치산동, 화남동, 화서동                         |
| 신녕군 아촌면(牙村面) | 화지동/당동/상지동, 신안동 일부/대평동 일부/암저동 일부/아황동 일부/(영천군 북습면)부룡동 일부, 암저동 일부/덕산동 일부/아황동 일부, 연제동/율전동/굴견동/원계동/덕산동 일부/(영천군 북습면)용호동 일부/(영천군 원림면)덕양동 일부/용강동 일부, 괴정동/효자동 | 영천군 화산면 | 당지동, 대안동, 덕암동, 연계동, 효정동                 |
| 신녕군 대량면(代良面) | 상추동/하추동, 호암동/구계동, 하기동/대동동 일부/월계동, 공암동/매동/하명동/(고현면)대리동 일부/(영천군 명산면)대군동 일부/녹전동 일부, 노암동/상기동/(영천군 원림면)당외동 일부/부제동 일부, 효지동/상화동/하화동                                            | 영천군 화산면 | 가상동, 귀호동, 대기동, 매산동, 암기동, 화산동         |
| 신녕군 고현면(古縣面) | 생하동/생상동/화하동 일부/대리동 일부/신기동 일부, 노방동/사상동/사중동/사하동 일부, 학지동/유천동/객사동/화상동/신기동 일부/화하동 일부, 신흥동/다내동/사하동 일부                                                                                           | 영천군 화동면 | 대천동, 사천동, 선천동, 신호동                         |
| 신녕군 지곡면(知谷面) | 내지동/중이동/능계동 일부/논곡동 일부, 시기동/보고동/막천동, 서원동/신안동/능계동 일부/온천동 일부/(영천군 자천면)온천동 일부, 지지동/운산동 일부/오동동 일부, 월령동/월점동/논곡동 일부/성곡동 일부                                                          | 영천군 지곡면 | 금호동, 삼창동, 안천동, 오산동, 월곡동                 |
| 신녕군 신촌면(新村面) | 법화동, 상송동/아차동, 금계동/대재동 일부, 상평동/하인동, 죽전동/직당동/연지동/소일동, 내국동/외국동/하송동 | 영천군 신촌면 | 법화동, 상송동, 옥계동, 용소동, 죽전동, 하송동         |
| 신녕군 남면(南面)     | 강곡동/황학동, 대동동/중리동/유촌동, 박사동, 소월동, 신기동/한문동, 음지동/양지동 | 경산군 와촌면 | 강학동, 대동동, 박사동, 소월동, 신한동, 음양동         |